# Торжнево (Сергиево-Посадский район)
Торжнево — деревня в Сергиево-Посадском районе Московской области, в составе муниципального образования Сельское поселение Шеметовское (до 29 ноября 2006 года входила в состав Шабурновского сельского округа).

## Население
| 2002 | 2006 | 2010 |
| ---- | ---- | ---- |
| 0    | →0   | →0   |

## География
Торжнево расположено примерно в 42 км (по шоссе) на северо-запад от Сергиева Посада, на левом берегу безымянного левого притока реки Корешовки (левый приток Дубны), высота центра деревни над уровнем моря — 143 м. Деревня связана автобусным сообщением с райцентром и соседними населёнными пунктами.